# Disseta palumboi
Disseta palumboi är en kräftdjursart som beskrevs av Giesbrecht 1889. Disseta palumboi ingår i släktet Disseta och familjen Heterorhabdidae. Inga underarter finns listade i Catalogue of Life.